# Задньопрохідний канал
Задньопрохідний канал, або анальний канал — частина прямої кишки від її промежинного вигину до заднього проходу..
З огляду на відносну вузькість задньопрохідний канал більш схильний до травмування при проходженні надмірно твердих калових мас або при необережних заняттях анальним сексом або анальною мастурбацією, ніж ширша ампулярна частина прямої кишки. При цьому може розвинутися патологічний стан, що називається тріщина анального каналу.
В анальному каналі також більш густо, ніж в ампулярній частини прямої кишки, представлена мережа так званих гемороїдальних вен, які формують венозні гемороїдальні синуси. При застої крові в цих венах, вродженої або придбаної слабкості венозної стінки, варикозному розширенні гемороїдальних вен або схильності до тромбозів розвивається геморой — захворювання анального каналу, при якому гемороїдальні вени розширені, патологічно звивисті, переповнені кров'ю, часто тромбовані, запалені, легко кровоточать при незначному травмуванні, наприклад, при звичайній дефекації, і часто завдають хворому відчутні незручності, які варіюють від легкого дискомфорту, свербіння або тяжкості в анальному каналі до сильного болю при ходінні, сидінні, напруженні, дефекації або спробі заняття анальним сексом.
Задній канал також є значною мірою ерогенною зоною у багатьох (але не всіх) людей, оскільки іннервується гілкою того ж сороміцького нерва, що і статеві органи. Задній канал зазвичай більш ерогенний, ніж глибше розташована ампулярна частина прямої кишки. Ерогенність анального каналу в порівнянні з анусом різна у різних людей — у одних анус більш ерогенна зона, ніж задній канал, у інших — навпаки. Ласки анального отвору і анального каналу часто (але не завжди) викликають еротичне або сексуальне збудження у багатьох (але не всіх) людей, причому незалежно від їх статі і сексуальної орієнтації. Ерогенність власне анального каналу як такого, часто нижче ерогенності прилеглої до простати області прямої кишки у чоловіків і області так званої «точки G» у жінок.
Задній канал постачається кров'ю таким чином, що при всмоктуванні лікарських речовин з анального каналу значна частина ліків потрапляє безпосередньо в загальну систему кровообігу, минаючи первинне проходження через систему ворітної вени печінки. При цьому зменшується токсичний вплив ліків на печінку (оскільки печінці не дістається висока концентрація ліків, як при першому проходженні), виключається місцева подразнююча і ульцерогенна (що підвищує схильність до утворення виразок) дія ліків на шлунок і дванадцятипалу кишку, прискорюється всмоктування ліків і підвищується їхня концентрація в крові за рахунок відсутності «ефекту першого проходження». Це є теоретичною основою для введення в задній канал різних ліків в свічках і мікроклізмах.
Виміряна в анальному каналі температура ближче до температури крові і внутрішніх органів і точніше відображає стан організму, ніж виміряна в пахвовій западині. На температуру, виміряну в анальному каналі, не впливають фактори зовнішнього середовища, зокрема, температура зовнішнього повітря, стан кровопостачання шкіри, наявність поту в пахвовій западині і т. д. Тому при необхідності точного вимірювання температури тіла вдаються до її виміру в анальному каналі. Також таким чином вимірюється температура тіла у дітей, у хворих, що знаходяться в несвідомому стані або нездатних адекватно виконувати лікарські призначення і можуть впустити або розбити термометр під пахвою (наприклад, сильно п'яних, гостро збуджених або, навпаки, сильно загальмованих хворих).
Задній канал також дуже густо іннервований і має дуже високу больову чутливість. Зокрема, у хворих, що знаходяться навіть під глибоким (хірургічного рівня) наркозом, але не інтубійованих і не підданих дії міорелаксантів, сильне розтягнення анального каналу інструментом, викликає виражену больову реакцію, яка проявляється в пітливості, напружуванні м'язів, коливанні артеріального тиску і пульсу, а також феноменом «кукурікання» або «котячого нявкання» — нерозбірливими звуками, які видаються хворим, незважаючи на глибокий наркоз. Аналогічну за силою больову реакцію викликають далеко не всі хірургічні дії, наприклад, роздратування брижі кишки.